# Beștemac
Beștemac es una comuna del distrito de Leova, Moldavia. Está compuesta por dos pueblos: Beștemac (La mayor de las dos poblaciones y homónima de la comuna) y Pitești.